# Spartak Czernihów
Spartak Czernihów (ukr. Футбольний клуб «Спартак» Чернігів, Futbolnyj Kłub "Spartak" Czernihiw) – ukraiński klub piłkarski z siedzibą w Czernihowie.

## Historia
Chronologia nazw:
- 19??—19??.: Spartak Czernihów (ukr. «Спартак» Чернігів)

Piłkarska drużyna Spartak została założona w mieście Czernihów w XX wieku. W 1938 zespół startował w rozgrywkach Pucharu ZSRR. Potem klub występował w rozgrywkach mistrzostw i Pucharu obwodu czernihowskiego, dopóki nie został rozwiązany.

## Sukcesy
- Puchar ZSRR:

1/128 finału: 1938